# Русское Брызгово
Ру́сское Бры́згово — деревня в Бегуницком сельском поселении Волосовского района Ленинградской области.

## История
Впервые упоминается в Писцовой книге Водской пятины 1500 года в Ильинском Заможском погосте в Бегуницах как сельцо Брызговичи.
Затем как пустошь Brisgoua Ödhe в Заможском погосте в шведских «Писцовых книгах Ижорской земли» 1618—1623 годов.
На карте Ингерманландии А. И. Бергенгейма, составленной по шведским материалам 1676 года, обозначена как деревня Briskowaby.
На шведской «Генеральной карте провинции Ингерманландии» 1704 года — как мыза Briskowa hof.
Как деревня Брискова она обозначена на «Географическом чертеже Ижорской земли» Адриана Шонбека 1705 года.
На карте Санкт-Петербургской губернии Я. Ф. Шмидта 1770 года обозначена мыза Брызговская.

БРЫЗГОВО — деревня принадлежит жене полковника Эссена, число жителей по ревизии: 45 м. п., 42 ж. п. (1838 год)

Как деревня Брызгалова она обозначена на карте Ф. Ф. Шуберта 1844 года.
В пояснительном тексте к этнографической карте Санкт-Петербургской губернии П. И. Кёппена 1849 года записана деревня Priiskowa (Bryskowa) (Брызгово) и указано количество населяющих её савакотов на 1848 год: 8 м. п., 9 ж. п., всего 17 человек, а также «56 человек русских обоего пола».

БРЫЗГОВО — деревня госпожи Эссен, по просёлочной дороге, число дворов — 15, число душ — 32 м. п. (1856 год)

Согласно 9-й ревизии 1850 года деревня Брызгово принадлежала помещице Ашанде Романовне Эссен (Аглаиде (Аделаиде) Романовне фон Эссен (1827—?)).

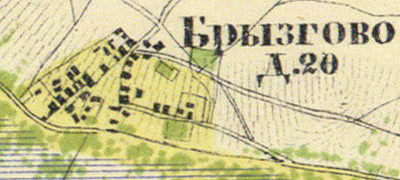
План деревни Русское Брызгово. 1860 год

Согласно «Топографической карте частей Санкт-Петербургской и Выборгской губерний» 1860 года деревня называлась Брызгово и состояла из 20 крестьянских дворов.

БРЫЗГОВО — деревня владельческая при пруде, по левую сторону Нарвского тракта из Стрельны, в 60 верстах от Петергофа, число дворов — 16, число жителей: 35 м. п., 32 ж. п. (1862 год)

В 1870 году временнообязанные крестьяне деревни выкупили свои земельные наделы у А. Р. Велио и стали собственниками земли.
В конце XIX века деревня административно относилась к Бегуницкой волости 1-го стана Петергофского уезда Санкт-Петербургской губернии, в начале XX века — 2-го стана.
С 1917 по 1920 год деревня Русское Брызгово входила в состав Брызговского сельсовета Бегуницкой волости Петергофского уезда.
С 1921 года в составе Бегуницкого сельсовета.
С 1923 года в составе Гатчинского уезда.
Согласно данным переписи населения СССР 1926 года в деревне Брызгово Бегуницкого сельсовета Бегуницкой волости Троцкого уезда проживали 173 человека, большинство русские, а также финны.
С 1927 года в составе Волосовского района.
В 1928 году население деревни Брызгово составляло 201 человек.
По данным 1933 года деревня Брызгово ходила в состав Бегуницкого сельсовета Волосовского района.

План деревни Русское Брызгово. 1938 год

Согласно топографической карте 1938 года деревня называлась Брызгова и насчитывала 35 дворов.
С 1963 года в составе Кингисеппского района.
С 1965 года вновь в составе Волосовского района.
По данным 1966, 1973 и 1990 годов деревня называлась Русское Брызгово и также входила в состав Бегуницкого сельсовета.
В 1997 году в деревне Русское Брызгово проживали 5 человек, в 2002 году — 16 человек (русские — 87 %), в 2007 году — 5.

## География
Деревня расположена в северной части района к востоку от автодороги 41К-014 (Волосово — Керново).
Расстояние до административного центра поселения — 2 км.
Расстояние до ближайшей железнодорожной станции Волосово — 23 км.

## Демография
| 1862 | 2002 | 2007 | 2010 | 2017 |
| ---- | ---- | ---- | ---- | ---- |
| 67   | ↘16  | ↘5   | ↗9   | ↗25  |

### Национальный состав
Согласно данным Всероссийской переписи населения 2021 года в деревне проживали 29 человек, из них:
 русские — 17, таджики — 6, табасараны — 3, азербайджанцы — 1, греки — 1, молдаване — 1 человек.

## Улицы
Родниковая.